# 하륜
하륜(河崙, 1348년 1월 22일(1347년 음력 12월 22일) 고려 경상도 진주 출생 ~ 1416년 11월 24일(음력 11월 6일) 조선 함경도 정평에서 객사)은 고려 말 조선 초의 문신이다. 본관은 진주(晉州). 자는 대림(大臨) 또는 중림(仲臨), 호는 호정(浩亭)이다.
아버지는 부사 하윤린(河允麟)이며, 권문세족인 이인임의 조카 사위이다. 이인복, 이색의 문인이다. 고려 말 정몽주, 남은, 권근 등과 함께 신진사대부를 형성했고, 처음에는 역성혁명에 반대하다가 1392년 이성계의 조선 건국에 참여했다. 정도전과 함께 한양 천도를 적극 주장했고, 1393년 정도전이 쓴 표전문이 불손하다는 이유로 홍무제가 문책하자 명나라에 가서 사태를 해결하였다. 1398년 제1차 왕자의 난과 1400년(정종 2) 제2차 왕자의 난 때 이방원을 도와 태종 즉위 후 좌명공신 1등에 책록되었다. 좌의정을 역임하고 1416년에 70세로 치사(致仕)하여 진산부원군(晉山府院君)이 되었다. 시호는 문충(文忠)이다.

## 생애

### 생애 초기

#### 출생과 소년기

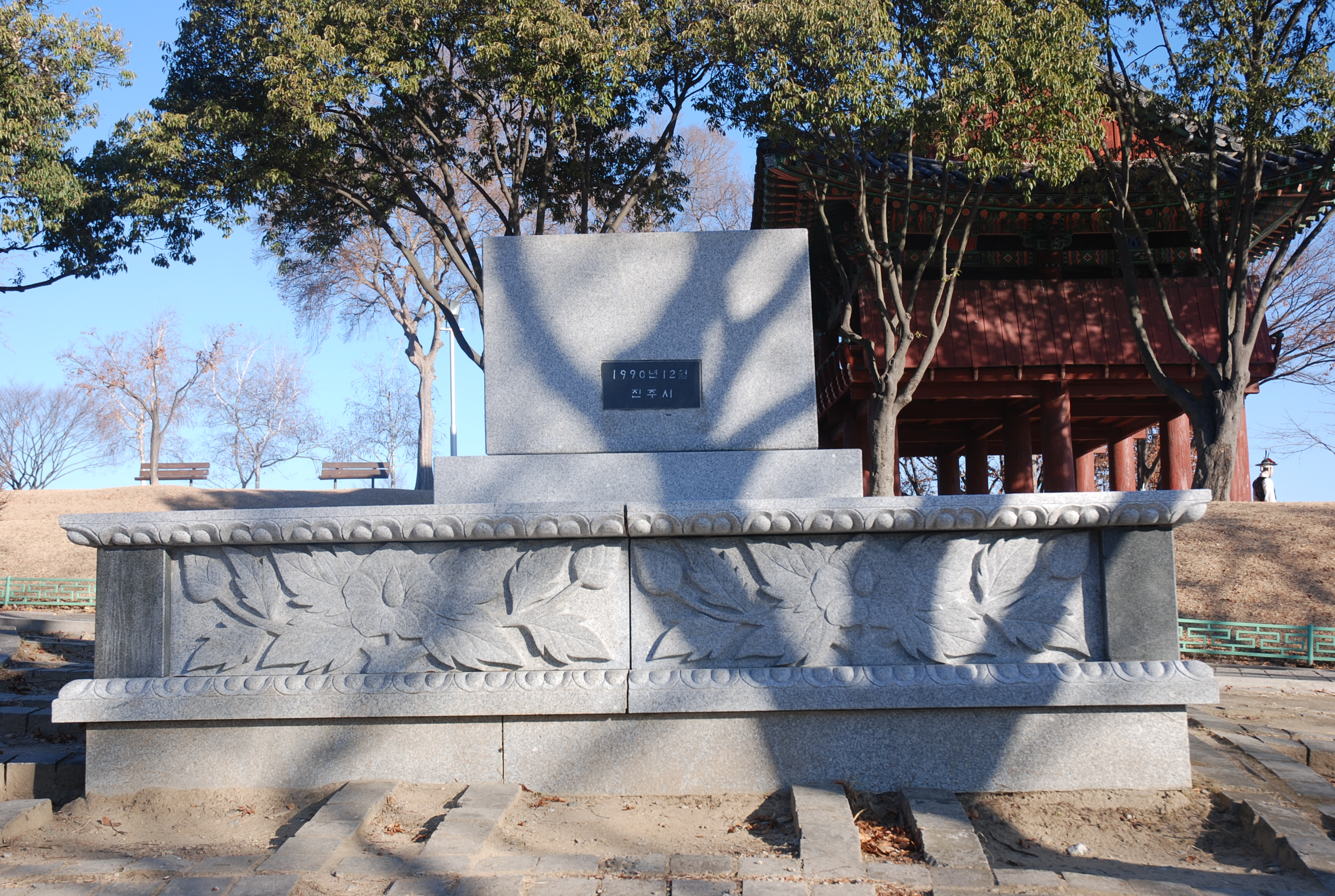
하륜의 출생지-진주성 영남포정사 옆

호정 하륜은 1347년(고려 충목왕 3년) 순흥부사(順興府使)를 지낸 하윤린(河允潾)과 진주강씨(晉州姜氏)사이에서 태어났다. 그는 하공진의 후손으로, 하식(河湜)의 증손이며, 할아버지는 식목녹사(拭目錄事)를 지낸 하시원(河恃源)이다. 어머니 진주강씨는 증 찬성사 강승유(姜承裕)의 딸이다.

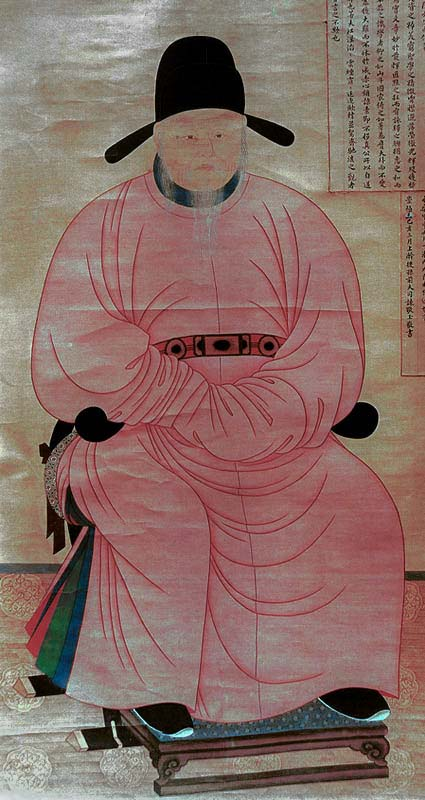
이색 초상

초은 이인복의 문하에서 수학하다가 뒤이어 목은 이색의 문하에서 수학하며 선배인 정도전, 정몽주, 조준 등을 만나게 되었다. 이때 하륜은 10년 연상인 정몽주를 무척 어려워했으나 정도전은 나이를 따지지 않고 그와 가깝게 지냈다. 또한 후에 정몽주의 문하생 중의 한사람인 권근과도 가깝게 지냈다. 1360년(공민왕 9년) 국자감시(國子監試)에 합격, 국자감의 유생이 되었다.

#### 과거 급제와 관료 생활 초반
1365년(공민왕 14년) 문과에 급제하였다. 당시 시험관이기도 했던 스승 이인복은 하륜의 사람됨이 큰것을 보고 아우 이인미(李仁美)의 딸과 결혼시켰다. 또한 당시의 동지공거 중의 한사람은 그의 스승이었던 이색이었다.
1367년(공민왕 16년) 춘추관 검열(檢閱)ㆍ공봉(供奉)이 되었고, 1368년(공민왕 17년) 감찰규정(監察糾正)에 시보(試補)되었으며, 이듬해 감찰규정으로, 그 당시 권력을 쥐고 있던 신돈의 문객인 양전부사(量田副使)의 비행을 탄핵했고, 신돈의 권력이 지나치게 비대해짐을 들어 신돈을 공박하다가 지영주군사로 좌천되고 신돈에 의해 파직 되었다.
1371년(공민왕 20년) 신돈이 사형당하자 복직되어 다시 지영주군사가 되었으며, 이때에 영주목(榮州牧)을 잘 다스려 안렴사 김주(金湊)는 그의 치적을 가장 높이 평가하여 보고했다. 이어서 고공좌랑(考功佐郞)을 거쳐 판도좌랑(版圖佐郞)으로서 교주(交州)ㆍ강릉도찰방(江陵道察訪)이 되었다.

### 정치 활동과 관료 생활

#### 권문세족과의 관
관고그는 스승 이인복이 동생인 이인임과 친하지 않은 것과 달리, 이인임과 가깝게 지내면서 그의 심복이 되었다. 또한 임견미, 염흥방 등과도 가깝게 지냈는데 하륜은 이인임의 측근 중에서도 유난히 문신을 싫어하던 임견미에게 임기응변의 술수를 간언하기도 했고, 비상한 지혜를 인정받기도 했다.
1374년(공민왕 23년) 제릉서령(諸陵署令), 사헌부지평이 되었다. 그는 이색의 문하에서도 수학한 바 있어 이 연고로 공민왕 말년부터는 신진사대부와 가깝게 지내게 되었다. 이후 전리정랑(典理正郎)·전교서부령 지제교(典校署副令知製敎)·전의감부령(典儀監副令)·전법서총랑(典法署摠郎)·보문각직제학·판도서총랑(版圖署摠郎) 등을 거쳐 교주도안렴사(交州道按廉使)로 나갔다가 다시 되돌아와 전리총랑(典理摠郎), 전교서령(典校署令)을 지내고 성균관대사성으로 승진했으나 1380년(우왕 6년) 모친상을 당하여 관직에서 물러났다.
그 뒤 신진사대부와 가깝게 지내면서 이인임과 다소 멀어졌지만 훗날 1388년에 이인임이 죽었을 때에 전의부에서 그 시호를 황무(荒繆)라고 하여 악시(惡諡)를 올리자 시호를 올리는 담당자에게 항의를 하기도 했다.

#### 신진사대부 활동
1380년 어머니 진주강씨의 상을 당해 사직하였다. 1383년 어머니의 3년 상을 마친 뒤 복직, 사간원우부대언, 우대언, 전리판서, 밀직제학을 역임했다. 학자이기도 했던 그는 퇴청 후에는 별도의 서실을 열고 문하생들을 가르치기도 했다.
1385년에 명나라의 사신 주탁(周卓) 등을 서북면에서 영접하는 일을 맡았다. 1388년 벼슬이 첨서밀직사사(簽書密直司事)에 이르러 1388년(우왕 14) 최영의 요동 공격을 실현 불가능한 일이라며 비판, 적극 반대하다가 양주(襄州:지금의 양양군)로 유배되었다. 그해 여름 이성계의 위화도 회군으로 최영이 제거되자 복직, 관작을 회복했다. 그 해 가을 영흥군 왕환(永興君王環)이 일본으로부터 돌아왔을 때 그가 가짜라고 공격하였다가, 역공격을 받고 오히려 광주, 울주 등지로 추방되었다.
그러나 윤이 이초의 변이 일어났을 때 복직하였고, 1391년(공양왕 3)에 전라도도순찰사가 되었다. 그는 스승인 이색이나 동문인 정몽주, 이숭인, 권근, 길재 등과 함께 정치적 입장을 같이 함으로써 초기에는 조선 왕조 건국에 반대했다. 그러나 정도전 등의 권고로 권근 등과 함께 조선의 건국에 참여하였다.

#### 조선 건국에 참여

##### 역성 혁명에 참여
1392년(고려 공양왕 4년) 7월초 고려가 멸망하자 관직을 사퇴하고 낙향했다. 그러나 1392년(조선 태조 1년) 7월 이성계가 즉위한 뒤 경기좌우도관찰사(京畿左右道觀察使)로 기용되어 관직에 나갔다. 이때 경기도의 부역제도를 개편, 전국적으로 실시하는 계기를 마련하였다. 1393년(태조 2) 경기도도관찰사로 기용되었을 때 수도 천도 논의가 나오자, 정도전과 함께 계룡산 건도역사(建都役事)의 부당함을 역설하여 마침내 중지케 했다. 이어 정도전과 함께 한양 천도를 적극 주장하였다.
1393년(태조 2년) 무악으로의 천도를 강력 주장하였지만 실현되지 못했고 1394년(태조 3) 중추원첨서사(中樞院簽書事)에 전보되었다. 그는 관료생활 중에도 퇴청 후 틈틈이 문인들을 길러냈는데 그의 문인 중에선 세종 때의 명재상 중 한 사람인 윤회 등이 배출되기도 했다. 1395년 부친상을 당하여 사직하였다. 그러나 특별히 3년상을 마치지 못했으나 곧 기복(起復)되어 복직했다.

##### 정도전과의 갈등

삼봉 정도전
(표문 사건을 계기로 정적이 된다.)

1396년 첨서중추원사(簽書中樞院事)로 복직했다가 예문춘추관학사로 있을 때 당시 명나라 홍무제가 표사(表辭)와 표전물이 불손하다는 이유로 시비가 일어나 표사 글을 지은 정도전을 소환하자, 그는 명나라의 요구대로 정도전을 보내자고 주장하고, 스스로 명나라에 들어가 정도전을 대신하여 해명하였다. 그러나 정도전은 명나라에 가기를 거부했고, 결국 그는 표전문 작성에 연루된 권근, 정탁, 노인도(盧仁度) 등을 데리고 갔다. 홍무제가 정도전이 오지 않은 이유를 추궁하자 그는 '정도전이 당시 건강상태가 좋지 않아서 올수 없다'며 해명하였다.
그러나 이때 데려갔던 권근, 노인도, 정탁은 억류되고 그 혼자 돌아왔다. 1396년(태조 5) 한성부윤으로 계품사(計稟使)가 되어 명나라에 가서 표전문 작성의 전말을 상세히 보고함으로써 홍무제의 오해를 풀어 해명에 성공했다. 그 후에도 명나라에 자주 왕래하여 외교에 공이 컸다.
그러나 표전문 문제가 제기될 때 명나라의 요구대로 정도전을 보내자고 했다가 정도전의 미움을 받아 계림부윤(鷄林府尹)으로 좌천되었는데, 그 때 항왜(降倭)를 도망치게 했다 하여 정도전파 사람의 탄핵을 받고 파면, 수원부에 안치되었다가 얼마 뒤 복직, 충청도도순찰사가 되었다.

##### 이방원의 측근
사람의 관상을 잘 보던 하륜은 처음에 정안대군 이방원을 보고서 장차 크게 될 인물인 것을 알았다고 한다. 그리하여 정안대군의 장인 민제를 만나서 간청하기를 '내가 사람의 관상을 많이 보았으나 공의 둘째 사위만한 인물을 아직 보지 못했습니다. 한번 그를 만나보기를 원합니다.'고 했다. 민제는 사위 이방원에게 하륜이 꼭 한번 보려 하니 한번 그를 만나보도록 하라며 만남을 주선해 주었다. 그의 부탁으로 민제를 통해 정안대군을 만나게 됐고 이후 그의 심복이 되었다.
당시 여러 왕자 가운데 공을 세웠다고 자부했고 야망이 크고, 머리가 뛰어났던 이방원은 왕위에 오르고자 하는 야심을 품고 있었다. 하륜은 정안대군의 야심을 간파했고 그의 측근이 되었다.
이후 하륜은 제1차 왕자의 난과 제2차 왕자의 난 당시 이방원의 최측근으로 활동했다. 하륜은 두 차례 왕자의 난을 실질적으로 계획하고 지휘했다. 제1차 왕자의 난 당시 정도전이 남은의 첩의 집에서 술을 마신다는 정보를 입수, 정도전과 남은, 심효생 등을 불시에 습격하여 죽이고, 세자 이방석과 이방번을 제거했다.

##### 1차, 2차 왕자의 난
1398년(태조 7년) 제1차 왕자의 난이 일어나자 충청도 도관찰사로서 충청도 병력을 이끌고 한성부에 이르러 이방원을 도와 의안대군, 무안대군 형제를 제거하고, 정도전 일파를 숙청하는 데 공을 세웠다. 태조가 양위하고 정종이 즉위하자 제1차 왕자의 난 때 이방원(태종)을 도운 공로로 정당문학(政堂文學)이 되어 정사공신 1등에 오르고 진산군(晉山君)에 피봉되었으며 1399년 우정승(右政丞)이 되었다. 그해 5월 명나라 홍무제가 죽자 홍무제의 국상에 진위 겸 진향사(陳慰兼進香使)로 가서 조문하는 한편 정종의 왕위승습(王位承襲)을 승인받고 귀국하였고, 문하부참찬사에 오르고 다시 문하찬성사 의흥삼군부 판사(義興三軍府判事)겸 판상서사사를 거쳐 문하우정승(門下右政丞)으로 승진, 진산백(晉山伯)에 진봉되었다.
1400년(정종 2) 제2차 왕자의 난 때에도 이방원을 도왔고, 이방원의 두터운 신임을 받아 그의 최측근이자 권력의 실세가 되었다. 제2차 왕자의 난 당시 그는 박포 일당의 거병 계획을 미리 파악한 뒤 선수를 쳐서 회안대군 이방간, 맹종 부자와 박포를 체포, 박포 일파를 죽이고 회안대군 부자를 유배시켰다.

#### 정안대군의 측근
세자가 된 정안대군은 아버지 태조 이성계를 찾아가 인정받으려 했고, 무학대사 등의 간곡한 건의로 제1차, 제2차 왕자의 난 이후 함흥에 가서 머물던 태조 이성계는 한성부로 돌아오게 되었다. 태조가 한성으로 환궁하던 날 정안대군은 살꽂이 다리까지 마중을 나가서 부왕을 맞이했다. 하륜은 정안대군을 말렸으나 듣지 않았고, 하륜은 정안대군에게 '태상왕(太上王, 태조 이성계)의 노기가 아직 풀리지 아니했을 터이니, 막사 차일(遮日, 천막)의 중간 기둥을 굵은 나무이되 수령이 오래되고 조밀한 나무로 만들라'고 건의하였다.
정안대군은 하륜의 말대로 아름드리 큰 나무를 준비하여 차일의 대들보를 세웠다. 환궁한 태조 이성계가 아들 정안대군을 보자마자 노기충천하여 활을 잡고 마중 나오는 정안대군을 향하여 화살을 쏘았다. 나오던 정안대군은 황급히 천막의 대들보 뒤로 몸을 피하여 그 위기를 모면하였고 날아온 화살은 차일의 기둥에 꽂혔다. 이는 후에 '살꽂이'라는 이름, 지명의 유래가 되었다고 한다.
정안대군이 아버지 태조의 환영연회에 참석할 때에도 대신 내관에게 곤룡포를 입혀 보내라고 진언하였다. 정종 내외가 술잔을 올린 뒤 정안대군의 세자 곤룡포를 입은 내관이 태조에게 술을 따라 올릴 때 태조는 뒤에 숨겨둔 철퇴를 내리쳤고 내관은 그자리에서 즉사하였다. 이후 태조는 '모두가 하늘의 뜻이다'하고 단념했다 한다.

### 생애 후반

#### 태종 즉위 이후

##### 체제 개혁과 제도 개편
1400년 정안대군이 태종으로 즉위하자 진산부원군(晉山府院君), 좌명공신 1등(佐命功臣 一等)에 책록되었다. 그는 태종에게 스스로 창업과 수성의 방책으로 '변통'(變通)을 제시하였다. 그에 의하면 학문은 하나의 목표를 제시하는 것이고, 그 목표를 달성하는 수단은 변화하는 현실에 맞추어 그때그때 달라져야 한다고 보았다. 1401년(태종 1년) 관직을 사임했다. 다시 복귀, 영삼사사(領三司事)로서 지공거(知貢擧)가 되어 과거 시험을 주관하고, 관제를 개혁하였다. 그리고 영사평부사 겸 판호조사(領司評府事兼判戶曹事)로서 저화(楮貨)의 유통을 건의하였다.
태종 즉위 직후 그는 왕권을 강화하기 위해 정치제도를 개편하는데 주도적인 역할을 했다. 6조 직계제(六曹直啓制)를 도입하여 각 판서들의 권한을 강화하고 왕에게 업무를 직접 보고할 것을 주청하여 성사시켰으며, 재상의 권한을 대폭 축소하였다. 시장에서의 화폐유통의 필요성을 주장하여 저화를 발행하게 하고 재정의 확충을 도모하였다.
또한 좌주문생제의 혁파나 호패법의 실시, 신문고의 설치 등을 성사시켰다. 한편 하륜 자신이 지지한 정책의 방향과는 달리 태종이나 다른 주변 인물들과의 사적 관계에 의해 행동하는 경우가 많아서 인사 청탁을 많이 받는다거나 정책을 공론화하기보다는 태종과의 밀담으로 추진해 나간다는 비판을 샀다.
1401년(태종 1년) 자신의 문하생인 윤회가 과거에 급제했다. 하륜은 학문에 뛰어나면서도 호탕한 성품이었던 윤회를 적극적으로 후원하였다.

##### 외교 활동, 역사서 편수
1402년(태종 2년)에 문하좌정승(左政丞)이 되었고 판승추부사를 겸임, 바로 의정부좌정승 판이조사 (議政府左政丞判吏曹事)로서 명나라 영락제의 즉위를 축하하는 등극사(登極使)로 가서 조선 왕조의 정식 승인을 표하는 고명인장(誥命印章)과 태종의 책봉 고명을 받아왔으며, 이첨과 함께 《동국사략》(東國史略)을 편수하였다. 그는 사서에도 관심을 갖고 삼국사략 등을 지었으며, 동국사략 등의 편찬에 적극 참여하고, 역사서도 편수하였다. 그러나 그의 저서들 중 상당수는 임진왜란과 병자, 정묘호란 등을 거치면서 대부분 인멸되었다.
명나라와의 외교관계를 회복하고 더욱 돈독하게 하기 위해 하륜은 계속 사신으로 남경을 다녀오는 등 명과의 관계를 다지는 데에 주력했다. 그의 사대는 단순히 명의 정통성을 인정한다는 명분적인 측면이 아니라 안보라는 실질적인 이유를 바탕으로 하고 있었다. 또한 그는 고려가 원의 부마국이 된 것을 현명한 처사였다고 평하며 명과의 국혼을 지지 하여 국혼을 적극 주장하였으나, 태종이 이를 적극 거부하여 성사되지 못했다.
1402년 권근, 이첨과 함께 《삼국사략》(三國史略)을 편찬하였으며, 1405년에는 좌정승 세자사(世子師)가 되고, 1406년 중시독권관(重試讀券官)이 되어 변계량 등 10인을 뽑았다. 1408년(태종 8년)에 영의정부사(領議政府事)이 되었다. 1409년 영의정부사로 군정을 개정했고, 영춘추관사로 《태조실록》의 편찬을 지휘했다.

#### 은퇴와 최후
그는 태종의 최측근 인사이자 책사의 한사람으로, 사사로운 인사 청탁을 많이 받고 통진 고양포(高陽浦)의 간척지 200여 섬 지기를 개인 농장으로 착복하여, 대간의 탄핵을 받았으나 공신이라 하여 용서되었다. 1412년 다시 좌의정부사가 되었다가 1414년(태종 14) 영의정부사에 재임명되었다.
1416년(태종 16년) 노환을 이유로 치사(致仕)하였다. 치사를 청하자 태종은 극구 만류하며 허락하지 않았으나, 고집을 꺾지 않고 나이가 많고 병이 들었음을 이유로 거듭 치사를 청하여 허락받고 물러났다. 태종은 친히 교서를 써서 진주의 전세 100결을 하사하였다. 그러나 하륜은 성상께서 주신 것을 어찌 감히 사사로이 쓸 수 있겠는가 하며 따로 향사당(鄕射堂)을 지어 교서를 모셔두고 전세는 동리 노인들을 위해 쓰게 하였다. 이때 향사당에는 태종이 직접 친필로 벽오당(碧梧堂)이라는 현판을 써서 내려주었다.
바로 진산부원군에 임명되어 왕명을 받아 목조, 익조, 도조, 환조의 능침을 순찰하기 위하여 함길도에 가서 봉심하고 그해 11월 6일 한성으로 되돌아오던 도중에 정평군 관아에서 죽었다. 저서에 《호정집》(浩亭集), 《삼국사략》등이 있고, 가사인 도인송도지곡, 수명명 등이 있다. 작품으로는 스승 이색의 묘지명 등이 있다. 시호는 문충(文忠)이다.

## 사후

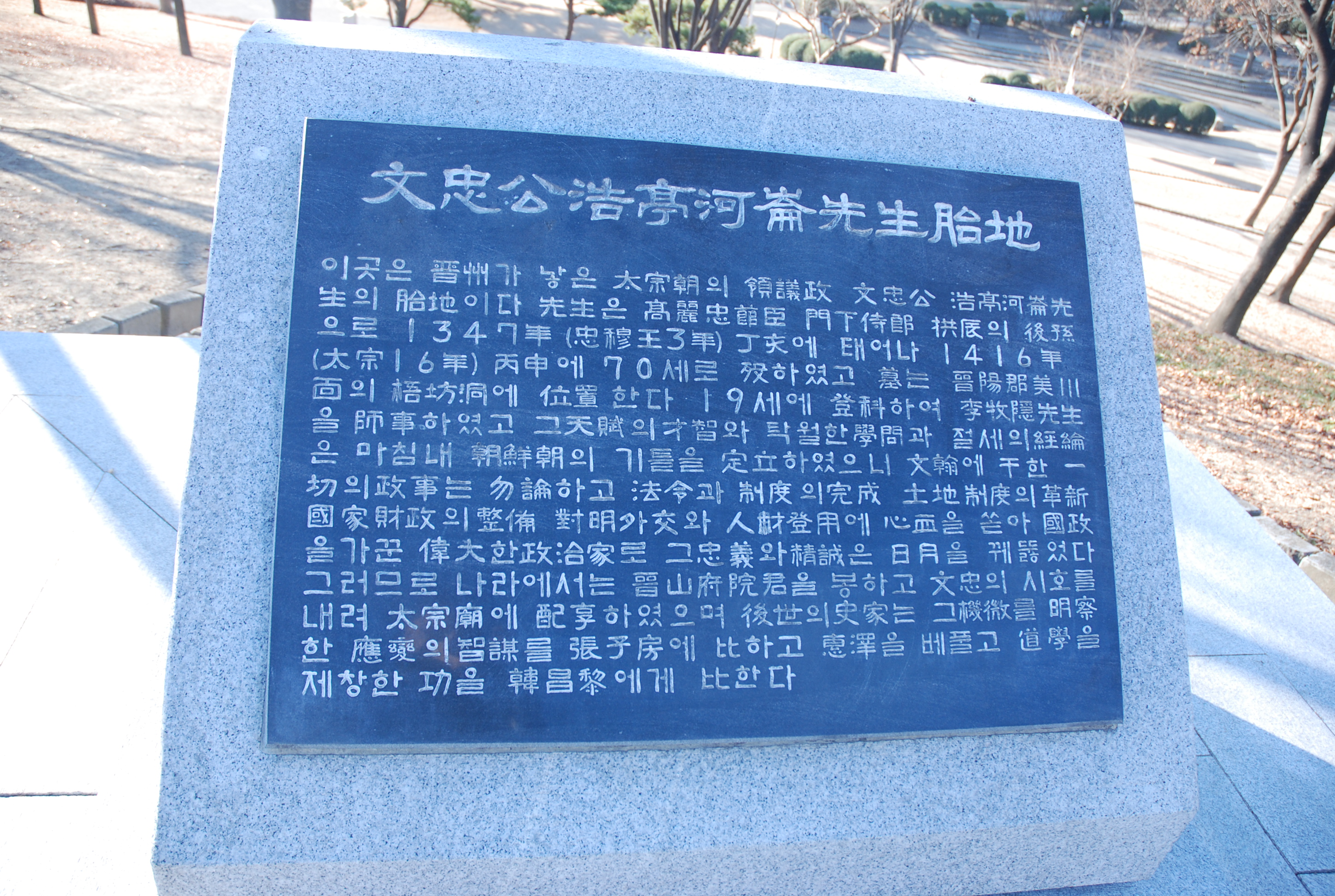
하륜의 출생지 비석(진주성)

하륜은 사후 태종의 묘정에 배향되었다. 태종은 그를 자신의 장자방이라 했으며, 후대에 하륜은 한나라의 장자방, 송나라의 치규(稚圭)에 흔히 비유되었다. 그러나 자신의 이상, 목적을 달성하기 위해서는 변통도 가능하며 때에 따라서는 변절이나 권모술수로 보일 수 있는 수단까지도 불사하여 부정적인 평가를 받기도 했다.
하륜의 묘는 진양군(현 진주시) 미천면의 오방동(현, 경상남도 진주시 미천면 오방리 산 166)에 위치하며, 진주성 내 영남포정사 왼편으로 1970년대 세운 출생지비가 있다. 그의 묘소 주변에는 할아버지 하시원, 할머니 진주정씨, 아버지 하윤린, 어머니 진주강씨의 묘가 함께 소재해 있으며 이들 묘역은 1977년 12월 28일 경상남도기념물 제41로 지정되었다.
함양 경충재, 함양 부조묘 등에 제향되었다. 함양군 병곡면 도천리에 있는 사당 경충재는 후일 경상남도 문화재자료 제486호로 지정되었다. 불천지위의 은전을 받았으며, 경상남도 함양군에는 그의 부조묘가 세워졌다. 경상남도 함양군 병곡면 도천리 441번지에 있는 하륜의 부조묘는 2004년 7월 1일 경상남도 문화재자료 제356호로 지정되었다.

## 저서
음양(陰陽)·의술·성경(星經)·지리(地理) 등에도 정통하였고 일찍 《태조실록》 15권을 찬수하였다.
- 《호정집》(浩亭集)
- 《삼국사략》(三國史略)
- 《동국약운》(東國略韻)

### 공저
- 《동국사략》(東國史略)
- 《태조실록》(太祖實錄)

### 작품
- 이색 묘지명
- 도인송도지곡(都人頌禱之曲)
- 수명명(受明命) (1402)
- 성덕가(聖德歌) (1402)

## 사상과 신념
시문에 능하였고, 이색, 이인복에게 배운 성리학 학문 외에도 음양, 의술, 풍수 지리에 두루 능하였다. 또한 역사와 고전에 밝았고, 예악(禮樂)과 제도에 능통하여 개국 직후 대명외교에 차질이 없도록 하였다.

### 서자 차별 건의
방원이 태종으로 즉위하자 적서, 구분의 문제는 여러 신하들에 의하여 활발하게 논의되었다. 그 중 대표적인 것이 하륜의 주장이다. 하륜은 이자춘의 첩의 자손은 현직에 등용치 말라고 주장하였다. 또한 재혼한 여자의 아들과 손자도 과거 시험에 응시하지 못하게 할 것을 건의하였다. 이 일로 의안대군 이화, 이천우, 이양우 등의 눈총을 받았지만 태종이 그를 적극 비호하였다.
이자춘은 태조 이성계의 아버지이며 태종의 할아버지이다. 이 주장의 저의는 방원이 방석을 몰아낸 반란을 합법화시키고, 첩의 아들인 이성계를 정통으로 끌어들이려는 데에 있었다. 이성계는 후처의 자손이었으나, 그 때에 정처의 자식으로 하려는 노력이 있었다. 이성계에게는 이자춘의 전처의 아들인 이원계라는 형이 있었고, 또한 이화(李和)라는 배다른 동생이 있었다. 이원계의 아들인 양우가 태종을 비방한 불공 사건이 있자, 이를 빌미로 하륜은 이런 주장을 한 것이다.
그 후 서선(徐選)은 1415년(태종 15년) 종친과 각 품관의 서얼은 현직에 두지 말라고 공의를 내세워 이의 채택을 보았다. 이것이 서얼 금고의 연원이 되었고, 세계에서 그 유례를 찾을 수 없는 가혹한 신분 제약의 실마리가 되었던 것이다. 서얼 금고를 주장하던 태종은 서선 등의 공의를 빌미로 서자들의 관직 진출 금지령을 내린다. 그 뒤 서얼 금고령과 적서 차별제도는 성종 때 가서 세부조항을 성종이 직접 지어 반포함으로써, 재가녀(재혼 여성) 자손 금고령과 함께 하나의 규정으로 정착된다.

### 불교 비판
그는 불교와 도가 사상, 무속 등에도 해박한 지식을 갖고 있었지만, 불교와 무속 등이 민심을 현혹하고 사람들을 속인다고 질타하였다. 현실 세계의 일도 완벽하게 알아맞추지 못하면서 사람들을 혹세무민한다는 것이고, 사후세계라는 개념을 만들어서 사람들을 기망한다는 것이었다.
태종이 "내가 불교를 좋아하는 것은 다른 이들이 불교에 미혹되는 것과 다르다. 그러나 불교에서 사람들에게 화복을 미리 알려준다는 것이 잘못인가?"라고 묻자 그는 "불교는 미래의 볼 수 없는 일을 가지고 사람들을 현혹시키고, 의연하게 일에 대처하는 것을 주장하지 않습니다. 이는 성인이 이치에 맞는 것 같지만 그렇지 않다(似而非)고 미워하는 바입니다. 화복으로 말하면, 과거 불타가 살아있을 때 일족을 도살하는 자가 매우 많았는데 불타는 왜 미리 알려주어 화를 면하게 하지 않았는지요? 화복에 관한 불타의 설이 그름을 여기서 알 수 있습니다.'라며 반박하였다.
하륜은 미래의 일을 미리 알 수 없음을 들어 불교를 비판하였다. 부처가 생존할 당시에도 자신의 일가족을 도살하는 자가 있는 등 불상사가 적지 않았는데 부처가 신통하다면 어찌 그것을 미리 일러주어 화를 면하게 하지 못했느냐며 부처가 미래의 일을 예측할 수 없었다고 비판하기도 했다. 또한 그는 불교나 무속 등이 앞으로 닥칠 일의 이해득실을 미리 계산하여 처신하려는 공리주의적 입장을 비판하고, 인간 본연의 입장에 따라 매사에 일이 닥치면 의연하게 선을 지향하여 나아갈 것을 역설하였다.
그는 정도전과 함께 조선 초기의 대표적인 불교비판 이론가의 한사람이었다. 그의 불교 비판은 불교의 사회적 폐단이나 반사회성에 대한 비판을 넘어 이론적인 비판으로 진보하기 시작하였다.

### 왕권 강화책
그는 정사의 안정을 위해서는 강력한 왕권이 필요하다고 주장하였다. 이에 따라 태종 즉위 직후부터 왕권을 강화하기 위해 정치제도를 개편하는데 주도적으로 참여했다. 왕권의 강화를 위해서 6조의 대신들이 재상을 거쳐서 왕에게 결재받지 않고 왕이 직접 6조 대신들에게 직접 결재를 받음으로서 6조 대신들의 권한을 높이는 한편 사장되는 시무안에 대해 왕이 직접 결정하게 하였다.
그는 6조의 정무 결재를 왕이 직접 맡을 것을 건의하는 한편, 6조 직계제(六曹直啓制)를 시행하여 문하성과 의정부의 정승들보다 약화된 각 판서들의 권한을 강화하고, 업무를 왕에게 보고하게 만들었으며 또한 재상의 권한을 축소하였다.
왕권 강화를 위해 그는 임금이 백성들의 고충을 직접 들을 수 있는 언로를 마련해야 된다고 보았다. 이로써 6부 대신이나 지방관의 전횡이나 권한을 견제할 수 있는 하나의 수단과 장치를 마련해야 된다는 것이었다. 이로써 그는 신문고를 설치하게 하여 왕이 백성의 의견을 수렴할 것을 건의하였고, 태종은 이를 적극 수용하였다. 또한 그는 시장에서의 물물교환보다는 일정한 화폐를 사용케 할 것을 주장, 태종에게 저화(楮貨)의 발행을 건의하여 성사시킨다.

### 이기론과 본성, 기질성
그는 이(理)와 인간의 본성을 하나라고 보았으며 인간의 본성은 선량한 것으로 파악하였다. 저서 호정집에서 그는 '본성(性)이란 천리가 마음에 있는 것이다. 인의예지신이 그 이름이다.'라고 하여 인간의 본성을 '인의예지신'으로 보았다. 그에 의하면 '하늘에 있으면 이치(理)가 되고, 사람에게 있으면 본성이 되지만, 실은 하나이다. 고요하여 움직이지 않는 것은 그 본체이고, 감응하여 마침내 통하는 것은 그 작용이다. 측은·수오·사양·시비는 작용이 밖으로 드러난 것이다. 밖으로 드러난 것을 보고서 그 안에 본체가 있음을 알 수 있다. 이것이 이른바 본연지성이다. '라는 것이다. 그는 이와 인간의 본성을 같은 개념으로 파악하였다.
그는 맹자의 성선설에서 한발 더 나아가 사람마다 각기 받은 기질이 다르다고 파악하였다. 하늘에서 부여받은 바가 똑같지 않으므로, 우둔하고 현명하고 강하고 약함의 차이가 있게 된다. 이것이 이른바 기질지성이라는 것이다. 그에 의하면 '맹자의 성선설은 본래의 성품이고, 순자의 성악설 등은 기질의 성품으로 규정하였다.
'맹자는 본성이 선하다고 하였는데, 이는 궁극적인 본원에 대해 말한 것이고 기질지성은 언급하지 않은 것이다. 순자는 사람의 본성이 악하다고 하고, 양웅은 선악이 뒤섞여 있다고 하고, 한유는 본성에 세 등급(三品)이 있다고 하였다. 이는 다 기질지성에 대한 말이고 본연지성은 언급하지 않은 것이다. 무릇 본연지성은 요순과 보통 사람이 똑같고, 기질지성은 천차만별이다. 그러나 학문에 힘써서 기질을 변화시키면 본연지성이 드러나게 된다. 예를 들면 밝은 구슬이 맑은 물 속에 있으면 밝고 탁한 물 속에 있으면 흐린데, 흐린 물을 걸러서 맑게 하면 맑은 물에 있는 것과 다름이 없게 된다.'는 것이다. 이는 후대의 이기론에 영향을 미치게 된다.
그는 '그 밝음은 밖에서 구할 수 없고 그 흐림은 고유한 것이 아니며, 단지 걸러내는 데 달렸을 뿐이다. 자연스런 본성에 따르는 것이 도이고, 이 도를 행하여 마음에 얻은 것이 덕이다. 성(性) 자의 뜻을 밝게 알 수 있으면 본성을 알 수 있고 도와 덕을 알 수 있다. 밝게 알기 때문에 바르게 행한다. 밝게 알지 못하면서 행동이 어긋나지 않은 사람은 없었다.'고 하였다.

## 평가
하륜은 시문에 능했고 음양·의술·경전·지리에도 정통했다.

## 가족 관계
본가 진주 하씨(晉州 河氏)
- 조부 : 식목녹사 증 하시원(式目錄事 贈 晉康府院君 河侍源, ? - 1360년)
- 조모 : 정균(鄭均)의 딸 증 정경부인 진주 정씨(贈 貞敬夫人 晉州 鄭氏)
  - 아버지 : 순흥부사 증 진양부원군 하윤린(順興府使 贈 晉陽府院君 河允潾, ? - 1394년)
- 외조부 : 검교예빈경 강승유(檢校禮賓卿 姜承裕)
  - 어머니 : 증 진한국대부인 진주 강씨(贈 辰韓國大夫人 晋州 姜氏, ? - 1380년)
    - 부인 : 이인미의 딸 진한국대부인 성주 이씨(辰韓國大夫人 星州 李氏)
      - 장남 : 좌군도총제 하구(左軍都摠制 河久, 1380년 - 1417년10월19일)
        - 손자 : 하복생(河福生)

      - 장녀 : 홍섭(洪涉)의 처
      - 차녀 : 이승간(李承幹, 1416년 - 1417년)의 처

처가 성주 이씨(星州 李氏)
- 처증조부 : 정당문학 성산군 이조년(政堂文學 星山君 李兆年, 1269년 - 1343년)
  - 처조부 : 성산군 경원공 이포(星山君 敬元公 李褒, ? - 1373년)
    - 처백부 : 안흥부원군 이인복(安興府院君 李仁復, 1308년 - 1374년)
    - 처백부 : 이인임(李仁任)
    - 장인 : 예의판서 이인미(禮儀判書 李仁美)

## 하륜이 등장하는 작품
드라마
- 《추동궁 마마》(KBS, 1983년, 배우: 신충식)
- 《용의 눈물》(KBS, 1996년 ~ 1998년, 배우: 임혁)
- 《대왕 세종》(KBS, 2008년, 배우: 최종원)
- 《정도전》(KBS, 2014년, 배우: 이광기)
- 《육룡이 나르샤》(SBS, 2015년 ~ 2016년, 배우: 조희봉)
- 《태종 이방원》(KBS1, 2021년 ~  배우: 남성진)
- 《원경》(tvN, 2025년, 배우: 최덕문)

영화
- 《순수의 시대》(2015년, 배우: 김구택)

## 평가
인품이 중후, 침착, 대범하였다. 그러나 사사로운 인사 청탁과 국유지 착복 등에 대한 비판도 있다.
태종이 끝까지 신임하고 신뢰한 유일한 측근이었다.   조선의 정치, 행정의 기반을 다져놓았다.  

## 기타

### 시
| “ | 제광주청풍루 (題廣州淸風樓) / 광주 청풍루에 제하다 少年曾此一看花 (소년증차일간화) / 젊어 여기서 꽃을 한 번 보았는데 老大今來感慨加 (로대금래감개다) / 늙어서 지금 오니 감개가 무량하구나 歲月不留人換盡 (세월불류인환진) / 세월은 머물지 않아 사람은 다 바뀌었는데 眼前風物尙繁華 (안전풍물상번화) / 눈앞의 풍물들은 오히려 번화하기만 하구나 | ” |

## 같이 보기
| - 남은 - 이색 - 이숭인 - 이인복 - 정몽주 - 정도전 - 조준 - 하연 | - 이인임 - 임견미 - 설장수 - 염흥방 - 염제신 - 심효생 - 남재 - 권근 | - 길재 - 윤회 - 음성 권근 및 경주이씨 묘표 |

- 강상인

## 관련 서적
- 이덕일, 《사화로 보는 조선 역사》(도서출판 석필, 2002)
- 진주문화원, 《진주의 역사와 문화》(진주문화원, 2001)
- 박영규, 한 권으로 보는 조선왕조실록 (도서출판 들녘, 1998)
- 한영우선생정년기념논총간행위원회, 《63인의 역사학자가 쓴 한국사 인물열전 1》 (돌베개, 2003)
- 한국정신문화연구원, 《한국민족문화대백과사전》 (한국정신문화연구원, 1991)
- 진주시청, 《내 고장의 전통》 (진주시, 1992)
- 진주시청, 《진주시사》(진주시사편찬위원회, 1995)